# Софисты
Софи́сты (др.-греч. σοφισταί, ед. ч. σοφιστής — «умелец, изобретатель, мудрец, знаток, мастер, художник, создатель») — древнегреческие платные преподаватели красноречия, представители одноимённого философского направления, распространённого в Греции во 2-й половине V — 1-й половине IV веков до н. э. Изначально термин «софист» служил для обозначения искусного или мудрого человека, однако уже в древности приобрёл уничижительное значение: Платон указывал на высокие гонорары за обучение у софистов, их самовосхваление и не всегда честные приёмы полемики. В настоящее время софистами называют демагогов, которые стараются убедить людей в нужном им мнении. Однако основоположники направления осуждали подобное, что признавал и Платон, который от имени Горгия высказался о софизме в контексте наличия тех, кто «пользуются своей силою и своим искусством неправильно — употребляют их во зло» таким образом: «учителей нельзя назвать негодными по этой причине; негодяи, по-моему, те, кто им [искусством софистики] злоупотребляет» (Plato. Gorgias, 457a).
Негативное отношение к себе софисты получили из-за своих типичных приёмов: они очень увлекались формальными определениями, при этом, говоря современным языком, смешивая контексты. Использовались не только строго логические доводы, но и лингвистические нюансы: синонимы, омонимы, амфиболия, синтаксическая инверсия и др., не говоря уж о смене контекста. Если изначально такие приёмы указывали на несовершенство разговорного языка в плане чёткого логического изложения, то впоследствии софисты начали «резвиться» согласно этим «правилам игры», доходя до абсурда. Известный софизм как пример: «То, что ты не потерял, ты имеешь. Ты не терял рога. Значит, ты имеешь рога».

## Периодизация и основные представители софистики
Сами себя называли софистами, подразумевая первоначальное положительное значение этого слова. В платоновском диалоге «Протагор» Гиппократ даёт такую характеристику слову софист: «знаток в мудрых вещах».

Он (Протагор) первый заявил, что о всяком предмете можно сказать двояко и противоположным образом… о мысли он не заботился, спорил о словах, и повсеместное нынешнее племя спорщиков берёт своё начало от него.
— Диоген Лаэртский
В широком смысле принято говорить о трёх эпохах софистики:
- Классическая, или древняя (древнегреческая), софистика (V — 1-я половина IV веков до н. э.), в которой принято различать:

- старших софистов, их акме приходилось на 2-ю половину V в. до н. э. (наиболее известны Протагор Абдерский, Горгий из Леонтин, Гиппий из Элиды, Продик Кеосский, Антифонт, Критий Афинский).
- младших софистов, их акме приходилось на 1-ю половину IV в. до н. э. (наиболее известны Ликофрон, Алкидамант, Фрасимах).

- Вторая, или новая, софистика (II — нач. III в. н. э.). Основные представители — Лукиан Самосатский, Флавий Филострат и другие.
- Третья, или поздняя, софистика (IV в. н. э.). Основные представители — Либаний, Юлиан Отступник, Фемистий, Гимерий, Проэресий.
- Четвертая софистика (VI в.) — ранневизантийская. Христианские софисты писали полностью в античной традиции — Прокопий Газский, Хорикий.

Вторая и третья софистики назывались так лишь по аналогии с классической софистикой и представляли собой подражательные литературные течения, стремившиеся реставрировать идеи и стиль классических софистов.
Софистов также разделяют на две группы по их общественно-политическим взглядам: первая, основная, была связана с демократией (главный представитель — Протагор), вторая — антидемократическая (Критий).